# Tiago Camilo
Tiago Camilo (n. 24 mai 1982, Bastos, São Paulo, Brazilia) este un judocan ce a reprezentat Brazilia, medaliat olimpic. A participat la 4 ediții ale Jocurilor Olimpice (2000, 2008, 2012, 2016) în care a câștigat o medalie de argint și o medalie de bronz.